# Mustafa Najjem

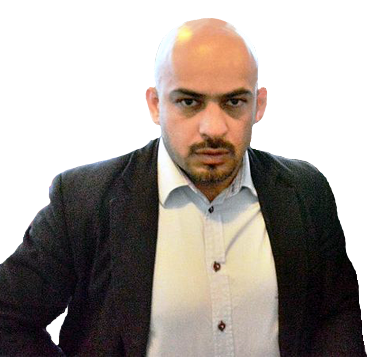
Mustafa Najjem (2014)

Mustafa Najjem, auch Mustafa Nayyem, (ukrainisch Мустафа Найєм/ russisch Мустафа Найем/Mustafa Najem; * 28. Juni 1981 in Kabul, Afghanistan) ist ein ukrainischer Parlamentsabgeordneter, Journalist und Aktivist afghanischer Abstammung. Als Korrespondent der Ukrajinska Prawda wurde er durch spektakuläre Enthüllungen bekannt. Er nahm an zahlreichen Protestaktionen wie „Stopp die Zensur!“ teil. Najjem gilt als einer der Initiatoren des Euromaidan, der zum Sturz der Regierung Asarow und des Präsidenten Janukowytsch führenden Protestbewegung in der Ukraine, nachdem er am 21. November 2013 über Facebook zu Protesten auf dem Platz der Unabhängigkeit in Kiew aufgerufen hatte.
Im Jahr 2023 und 2024 war er Leiter der ukrainischen Wiederaufbauagentur.

## Leben
Sein Vater wurde 1981 im besetzten Kabul stellvertretender Bildungsminister von Afghanistan. Im Jahr des   sowjetischen Rückzugs aus Afghanistan 1989 wanderte die Familie zunächst nach Moskau aus und siedelt dann nach Kiew über. Dort absolvierte Najjem 1998 das Technische Lyzeum in Kiew und 2004 das Aerospace Systems Department des Kiewer Polytechnischen Instituts.
Zwischen 2005 und 2007 war er als Reporter für die Zeitung „Kommersant-Ukraina“ tätig.
Seit 2006 ist er Mitarbeiter der unabhängigen Internetzeitung „Ukrajinska Prawda“.
2009 wurde Najjem bekannt, als er während einer Live-Diskussion mit dem damaligen Präsidentschaftskandidaten Wiktor Janukowytsch beim TV-Kanal Ukraina diesem unangenehme Fragen zum Erwerb der Regierungsresidenz „Meschyhirja“ stellte.
Im Mai 2010 gründete er mit einer Gruppe von kritischen Journalisten die Bewegung „Stopp die Zensur!“, deren Koordinationsrat er angehört. Der Bewegung schlossen sich nach kurzer Zeit über 100 Journalisten an.
Am 13. Dezember 2010 wurde Najjem von Offizieren der Berkut-Spezialeinheit auf dem Parkplatz des TV-Senders 5 Kanal beim Versuch seiner Identitätsfeststellung – angeblich wegen seines verdächtigen Aussehens nach Art eines Kaukasiers – für anderthalb Stunden festgenommen. Nach seiner Entlassung schrieb er am nächsten Tag den Artikel „Xenophobie sollte nicht das Antlitz der ukrainischen Nation werden“, in dem er die Umstände seiner Festnahme darstellte und die Entlassung des für seine Festnahme verantwortlichen Offiziers forderte.
Von September 2011 bis Ende April 2013 arbeitete Najjem für den ukrainischen Fernsehsender TVi Kanal, verließ diesen aber 2013 aufgrund eines Konflikts mit dem neuen Management. Darauf gründete er mit Kollegen, die ebenfalls den Sender verlassen hatten, ein Internet-Projekt, aus dem das „Hromadske.TV“ (deutsch: Bürger-TV) entstand.
2013/2014 war er Teilnehmer von Bertelsmanns Qualifizierungs- und Weiterbildungseinrichtung Intajour in Hamburg.
Mustafa Najjem war einer der ersten, die über Facebook die Ukrainer zu einer Kundgebung auf dem Unabhängigkeitsplatz in Kiew aufriefen, um gegen die „Aufschiebung“ der Unterzeichnung des Assoziierungsabkommens mit der Europäischen Union zu protestieren. Das war der Beginn der Massenproteste auf dem Euromaidan in Kiew, die zum Sturz der Janukowytsch-Regierung führten.
Am 12. Juni 2014 wurde ihm von der Zeit-Stiftung in Hamburg der mit 10.000 Euro dotierte Gerd Bucerius-Förderpreis Freie Presse Osteuropas 2014 verliehen. 2014 absolvierte er an der Stanford University das Programm der Draper Hills Summer Fellows Class of 2014.
Najjem kandidierte bei den Parlamentswahlen vom 26. Oktober 2014 auf der Liste des Blocks Petro Poroschenko und wurde zum Abgeordneten der Werchowna Rada gewählt. Am Vorabend der Wahlen erregte er Aufsehen mit dem Vorwurf des Stimmenkaufs in den Reihen des Petroschenko-Blocks.
Schon vor seinem Einzug ins Parlament beklagte er, dass er mit 5000 Hrywen (etwa 230 Euro) als Abgeordneter nicht existieren könne. Die niedrige Bezahlung der Parlamentsabgeordneten verführe unvermeidlich zu Korruption. Er forderte unter Hinweis auf die hohen Gehälter der Abgeordneten des Europaparlaments eine Aufstockung der Diäten.
Auf der Parlamentssitzung am 2. Dezember 2014 war er der einzige Abgeordnete, der gegen das neue Kabinett von Premier Arsenij Jazenjuk stimmte.
Mustafa Najjem nahm am 11. Oktober 2015 als Mitglied der ukrainischen Delegation erstmals an der Parlamentarischen Versammlung der NATO teil.
Im Dezember 2016 gehörte Najjem zu den Unterzeichnern des Aufrufs des Internationalen Literaturfestivals Berlin „Schluss mit dem Massenmord in Aleppo!“, der sich gegen den „Bombenkrieg des russischen Präsidenten Putin in der syrischen Stadt Aleppo“ wendete.
2019 verließ er die Poroschenko-Partei und wurde im November zum stellvertretenden Generaldirektor des Rüstungskonzerns Ukroboronprom ernannt. Kurz darauf wurde dieser Posten abgeschafft. 
Im August 2021 wurde Najjem zum stellvertretenden Minister für Infrastruktur ernannt. Ab Januar 2023 leitete Najjem die Staatliche Agentur für Wiederaufbau und Infrastrukturentwicklung. Unmittelbar vor der in Berlin ausgerichteten Konferenz zum Wiederaufbau der Ukraine, im Mai 2024, trat Najjem mit der Behauptung zurück, die ukrainische Regierung habe ihn an seiner Arbeit gehindert. Zuvor hatte der ukrainische Premierminister, Denys Schmyhal, ihm untersagt, an der Wiederaufbaukonferenz in Berlin teilzunehmen.

## Persönliches
Najjem gehört zur Volksgruppe der Paschtunen und ist Moslem. Er ist mit einer Jüdin verheiratet; sein Sohn wird nach jüdischen Regeln erzogen. Sein Bruder Masi Nayyem ist ein bekannter Rechtsanwalt in Kiew.